# Khosrow Bagheri Noaparast

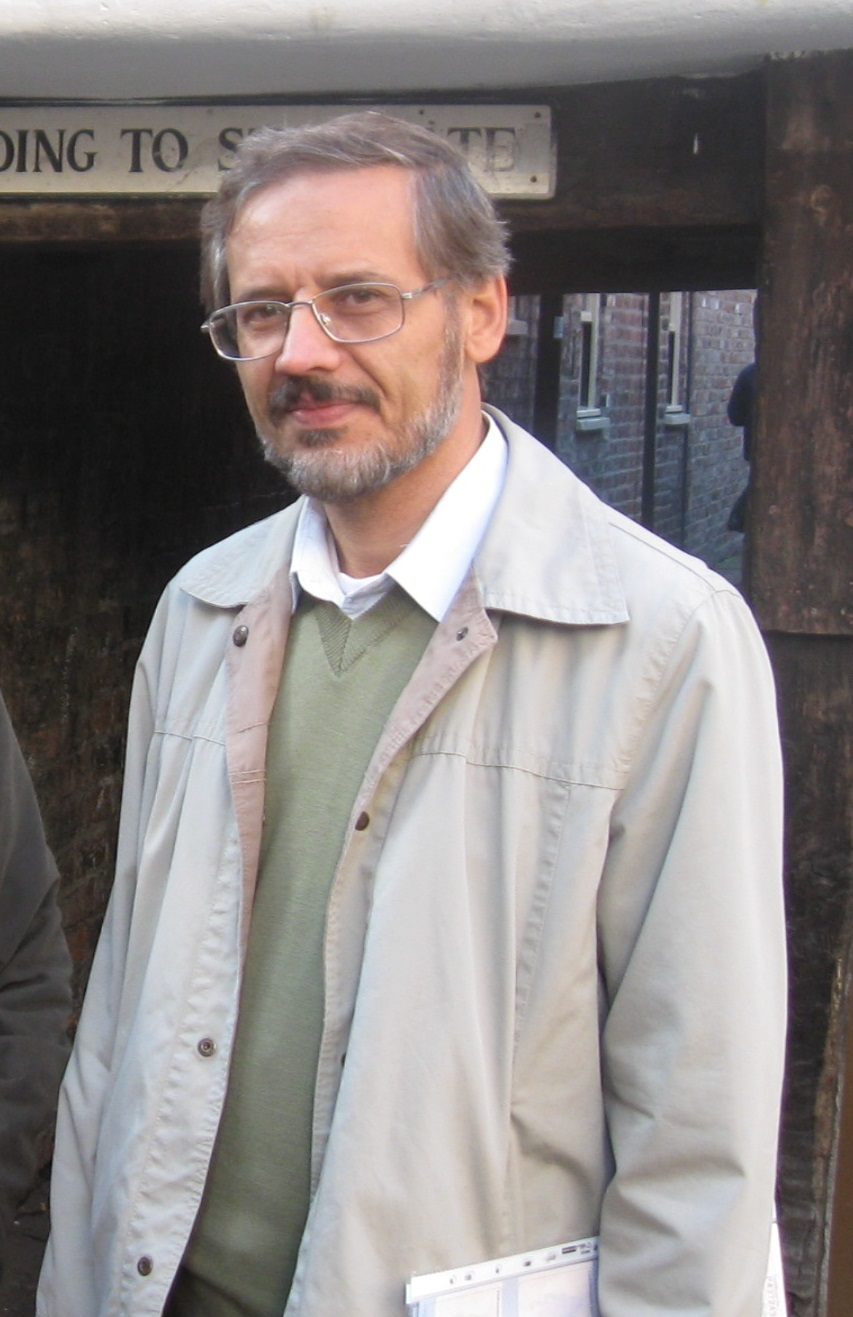
Khosrow Bagheri Noaparast

Khosrow Bagheri Noaparast (* 1957) ist ein iranischer Erziehungswissenschaftler und Philosoph.

## Leben
Er studierte an der University of New South Wales mit Abschluss Ph.D. in Bildungstheorie. Seit 1994 ist er an der Universität Teheran Professor für Bildungstheorie, Religionspädagogik und Philosophie und zudem Präsident der Gesellschaft für Philosophie der Erziehung des Iran.

## Publikationen (Auswahl)
- Bagheri Noaparast, Khosrow (1995). Toward a more realistic constructivism, Advances in Personal Construct Psychology, vol. 3, pp. 37–59, London: JAI Press Inc.
- Bagheri Noaparast, Khosrow & Khosravi, Zohreh (2006). Islamic concept of education reconsidered. American journal of Islamic Social Science (AJISS). Vol. 23, No. 4, Fall, pp. 88–103
- Bagheri Noaparast, Khosrow & Khosravi, Zohreh (2006). Mind and mental health based on a realistic constructivism. Constructivism in the Human Sciences. Vol. 11, Issues 1–2, pp. 20–31
- Bagheri Noaparast, Khosrow (2009). The Idea of a Religious Social Science. Tehran: Alhoda.
- Bagheri Noaparast, Khosrow & Khosravi, Zohreh (2011). Deconstructive Religious education. Religious Education, vol. 106, no. 1, pp. 82–104.
- Bagheri Noaparast, Khosrow (2013), Celebrating Moderate Dualism in the Philosophy of Education: A Reflection on the Hirst-Carr Debate. Journal of Philosophy of Education, 47: 564–576.
- Bagheri Noaparast, Khosrow (2012). Al-Attas Revisited on the Islamic Understanding of Education. Journal of Shi'a Islamic Studies, 5(2), 149–172.
- Bagheri Noaparast, Khosrow (2013) Physical and spiritual education within the framework of pure life, International Journal of Children’s Spirituality, 18:1, 46–61.